# Double Trouble (album de George Jones et Johnny Paycheck)
Pour les articles homonymes, voir Double Trouble.
Albums de George Jones & Johnny Paycheck
I Am What I Am
(1980) Still the Same Ole Me
(1981)
Double Trouble est un album des artistes américains de musique country George Jones et Johnny Paycheck. Il est sorti en 1980 sur le label Epic Records. C'est l'unique album collaboratif entre les deux artistes.

## Liste des pistes
| No  | Titre                                                        | Auteur                              | Durée |
| --- | ------------------------------------------------------------ | ----------------------------------- | ----- |
| 1.  | When You're Ugly Like Us (You Just Naturally Got to Be Cool) | Goodman, Schulman                   |       |
| 2.  | Along Came Jones                                             | Jerry Leiber, Mike Stoller          |       |
| 3.  | Proud Mary                                                   | John Fogerty                        |       |
| 4.  | You Can Have Her                                             | Cook, Cook                          |       |
| 5.  | Smack Dab in the Middle                                      | Calhoun, Calhoun                    |       |
| 6.  | Maybellene                                                   | Chuck Berry                         |       |
| 7.  | Roll Over Beethoven                                          | Chuck Berry                         |       |
| 8.  | Kansas City                                                  | Leiber, Stoller                     |       |
| 9.  | Tutti Frutti                                                 | Richard Penniman, Dorothy LaBostrie |       |
| 10. | You Better Move On                                           | Alexander                           |       |

## Positions dans les charts
Album – Billboard (Amérique du nord)
| Année | Chart          | Position |
| ----- | -------------- | -------- |
| 1980  | Albums country | 45       |

Single - Billboard (Amérique du nord)
| Année | Single                                                       | Chart           | Position |
| ----- | ------------------------------------------------------------ | --------------- | -------- |
| 1979  | Maybelline                                                   | Singles country | 7        |
| 1979  | You Can Have Her                                             | Singles country | 14       |
| 1980  | When You're Ugly Like Us (You Just Naturally Got to Be Cool) | Singles country | 31       |
| 1981  | You Better Move On                                           | Singles country | 18       |